# The Bees Made Honey in the Lion's Skull
Albums de Earth
Hibernaculum
(2007) Angels of Darkness, Demons of Light I
The Bees Made Honey in the Lion's Skull est le cinquième album studio du groupe de drone doom américain Earth. il est sorti le 26 février 2008 sur le label Southern Lord Records et a été produit par Randall Dunn.
Le guitariste de jazz américain Bill Frisell joue sur trois titres de cet album.

## Liste des titres
- Tous les titres sont signés par le groupe.

1. Omens and Portents I: The Driver – 9:06
2. Rise to Glory – 5:47
3. Miami Morning Coming Down II (Shine) – 8:01
4. Engine of Ruin – 6:28
5. Omens and Portents II: Carrion Crow – 8:04
6. Hung from the Moon – 7:44
7. The Bees Made Honey in the Lion's Skull – 8:15
8. Junkyard Priest (uniquement disponible sur la version vinyle) - 7:13

## Musiciens
Earth
- Dylan Carlson: guitare, amplificateur électronique
- Steve Moore: piano, orgue Hammond, orgue Wurlitzer, trombone (titre 9)
- Don McGreevy: basse, contrebasse
- Adrienne Davies: batterie, percussions

Musiciens additionnels
- Bill Frisell: guitare, amplificateur électronique (titre 1, 4 & 5)
- Milky Burgess: guitare slide (titre 9)